# Discriminatie van non-binaire personen
Discriminatie van non-binaire personen verwijst naar een vorm van transfobisch genderisme, dat specifiek is gericht op mensen van wie de genderidentiteit niet overeenkomt met het binaire geslachtsmodel. Deze mensen worden vaak aangeduid als genderqueer of non-binair. Dergelijke discriminatie kan plaatsvinden binnen onder andere juridische, medische of maatschappelijke kaders.

## Sociale discriminatie
Binnen de binaire geslachtsmodellen die in de meeste samenlevingen voorkomen wordt het bestaan van andere genderidentiteiten naast vrouw en man verworpen, wat betekent dat non-binaire personen niet altijd als dusdanig worden erkend door hun sociale omgeving. Een gevolg hiervan is bijvoorbeeld dat men weigert om met alternatieve persoonlijke voornaamwoorden naar non-binaire personen te verwijzen.
Een onderzoek in de Verenigde Staten wijst uit dat ongeveer een kwart van de non-binaire personen in Amerika hate speech (vergelijkbaar met haatzaaien, een vorm van verbaal geweld) heeft meegemaakt. Deze ervaren discriminatie zou volgens hetzelfde onderzoek leiden tot relatief hoge stressniveaus. Verregaande discriminatie kan zich echter ook uiten in fysiek of seksueel geweld. Een ander, grootschaliger Amerikaans onderzoek uit 2011 wijst uit dat mensen die zich niet identificeren als man of vrouw hogere mates van fysiek geweld (32% afgezet tegen 25%) en seksueel geweld (15% en 9%) rapporteerden dan andere transgender personen. Ander onderzoek bevestigt deze verschillen. Deze studie beweert verder ook dat de meeste non-binaire personen discriminatie op de werkvloer hebben meegemaakt. 19% van de ondervraagde mensen gaf aan door vooroordelen en discriminatie minstens een keer ontslagen te zijn. Andere problemen, zoals politiegeweld, komen ook vaker voor bij deze groep mensen.

## Medische discriminatie
Net zoals bij andere transgenders, is er onder non-binaire personen ook behoefte aan psychologische en medische hulp. Dit wordt soms echter bemoeilijkt of zelfs onmogelijk gemaakt door onbegrip van hulpverleners en andere specifieke hindernissen.
Onderzoek in de Verenigde Staten suggereert dat transgender personen en non-binaire mensen relatief vaak discriminatie ervaren wanneer ze medische hulp zoeken. 20,4% van de ondervraagden in dit onderzoek gaf aan discriminatie te ervaren bij het bezoeken van dokters en ziekenhuizen, 11,9% bij de spoedeisende hulp en 4,6% bij het oproepen van een ambulance. 19% van deze mensen zou medische hulp geweigerd zijn op basis van hun transgenderidentiteit.
Een rapport van het Scottish Trans Equality Network in Schotland bevestigde dit beeld. Dit onderzoek bestond uit een vragenlijst onder 224 non-binaire personen die in de twee jaar voor het onderzoek een gender identity clinic (GIC) hadden bezocht, een type medische instelling in het Verenigd Koninkrijk dat zich richt op transgenderisme en de sociale, psychologische en medische problemen die deze personen ervaren. 28% van de ondervraagden gaf aan problemen gehad te hebben met het verkrijgen van hulp vanwege hun genderidentiteit, 28% antwoordde "misschien" en 44% antwoordde dat dit niet het geval was. 6% gaf aan medische hulp te zijn geweigerd en 5% vertraagde hulp gekregen te hebben, omwille van hun genderidentiteit. 43% gaf aan onder druk gezet te zijn door de GIC die ze bezochten. 12% antwoordde "niet zeker" en 46% ontkende dit. Er werd bij deze non-binaire individuen onder andere op aangedrongen om meer 'binair' over te komen (17%), hun naam te veranderen (9%), te voldoen aan de real-life test (6%) of om een medische transitie te ondergaan (6%).

## Discriminatie en de wet

### Wettelijke erkenning van non-binaire genderidentiteit

Non-binaire identiteit of derde geslachtsoptie beschikbaar
Optie alleen voor interseksepersonen beschikbaar
Verplicht voor bepaalde interseksepersonen
Verplicht voor bepaalde interseksepersonen en vrijwillige opties voor non-binaire identiteit of derde geslacht
Geen erkenning of geen data

In de meeste landen in de wereld wordt het bestaan van non-binaire personen niet juridisch erkend. In Europa zijn er vier landen waar het wettelijk mogelijk is voor volwassenen om hun officiële geslacht te wijzigen naar een niet-mannelijk of -vrouwelijk geslacht, namelijk IJsland, Portugal, Malta en Denemarken. In andere Europese landen gelden er soms regelingen om intersekse kinderen voor bepaalde tijd zonder bepaald geslacht te registreren, maar een derde geslacht kan hier niet via wettelijke regelingen voor volwassen personen verkregen worden.
In Nederland is het sinds 1993 mogelijk om pasgeboren kinderen bij wie geen geslacht vastgesteld kan worden niet te laten registreren als man of vrouw. Dit kan dan na drie maanden veranderd worden, al hoeft dat in theorie niet. In de praktijk zijn er echter geen mensen die via deze regeling niet als man of vrouw geregistreerd staan. In 2018 kwam het in Nederland voor de eerste keer voor dat iemand zijn officiële geslacht naar een derde optie liet veranderen; dit betrof Leonne Zeegers, een intersekse persoon die dit via de rechter had afgedwongen. Een jaar later werd voor het eerst het officiële geslacht van een non-binaire Nederlander veranderd. Ook dit werd via een rechtszaak afgedwongen. In enkele andere Europese landen zijn er soortgelijke ontwikkelingen gaande.

### Antidiscriminatie-wetten
In Nederland worden non-binaire personen sinds november 2019 beschermd tegen discriminatie door de Algemene wet gelijke behandeling (Awgb). Deze wet verbiedt discriminatie op grond van onder andere levensovertuiging, seksualiteit en geslacht. In maart 2019 werd de in 2017 ingediende initiatiefwet Wet verduidelijking rechtspositie transgender personen en intersekse personen aangenomen. Hiermee werd aan de Awgb toegevoegd dat onder onderscheid op grond van geslacht mede wordt verstaan onderscheid op grond van geslachtskenmerken, genderidentiteit en genderexpressie. De tekst "leerlingen van beide geslachten" werd verduidelijkt en vervangen door "alle leerlingen, ongeacht hun geslacht".
In de Verenigde Staten bestaan er zowel op federaal als op staatsniveau wetten die bescherming bieden tegen discriminatie op basis van genderidentiteit. In 2019 werd er door het Amerikaans Congres een wet aangenomen die discriminatie van transgenders op de werkvloer verbood. Meer dan tien staten hadden daarvoor al op federaal niveau specifieke wetten tegen discriminatie op basis van genderidentiteit. In Canada hebben soortgelijke ontwikkelingen plaatsgevonden: tussen 2002 en 2015 namen alles provincies wetten aan die discriminatie op genderidentiteit en/of -expressie verbood. In 2017 werd de wet An Act to amend the Canadian Human Rights Act and the Criminal Code aangenomen door het Parlement van Canada, waarin transgenders als specifieke groep beschermd worden tegen haatzaaien en discriminatie.